# Pile thermique

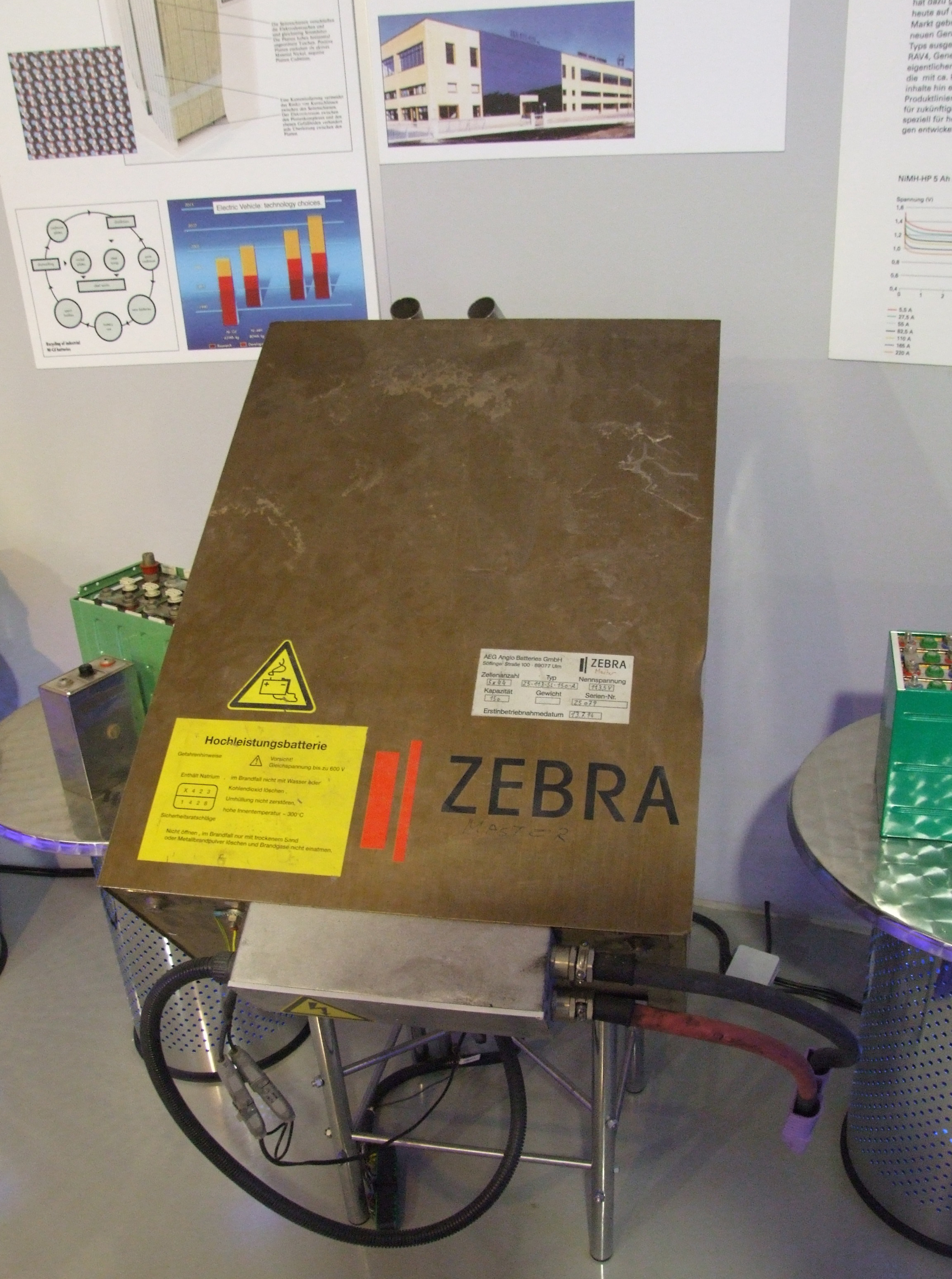
ZEBRA-Batterie, Natrium-Nickelchlorid

La pile thermique est une pile électrique composée de « cellules », réalisées par compression de poudres, comportant chacune anode, électrolyte et cathode, complétés d’une pastille chauffante et d’un séparateur. L’électrolyte, qui constitue le milieu séparateur entre l’anode et la cathode, est ici solide alors qu’il est généralement liquide dans les batteries classiques.
La principale qualité est le maintien du potentiel énergétique, sans maintenance, pendant plusieurs années.

## Stockage
L’ensemble des cellules reste inerte pendant toute la période de stockage.
Pour chaque pile, le nombre nécessaire de « cellules » est empilé afin d’obtenir la ou les tensions demandées.

## Activation
Au moment de l’activation, les colonnes d’amorçage diffusent les calories dans les cellules, celles-ci montent en température, l’électrolyte fond et l’échange ionique peut s’opérer : la puissance de la pile est ainsi libérée.
Après avoir été collectée, l’énergie est transmise au travers du passe-fil qui assure le passage des signaux électriques entre intérieur et l’extérieur.

## Utilisation
Les piles thermiques sont surtout utilisées dans des engins devant être stockés longtemps mais dont l'activation doit être rapide; c'est le cas, entre autres, des missiles qui ont besoin d'énergie pour leur équipement de guidage.